# Irene Radford
Pour les articles homonymes, voir Radford.
Irene Radford, née Phyllis Ann Karr en 1944, est une écrivain américaine de science-fiction et de fantasy, auteur des séries Les descendants de Merlin et The Dragon Nimbus. Elle écrit sous son propre nom de 1974 à 1986, la plupart de ses ouvrages publiés après 1994 le sont sous le nom de Radford.